# Image5
『image5 cinq』（イマージュ・サンク）は、ニューエイジ・ミュージックのコンピレーション・アルバム『image』シリーズ第5弾。
2006年2月1日にソニー･ミュージックジャパン インターナショナル（ソニー・クラシカル）から発売された。規格品番：SICC-290。

## 内容
『イマージュ4』（2004年1月21日）から2年ぶり､CM/TV/映画で使用された楽曲を集めた日本企画によるコンピレーション･アルバム。

## 収録曲
1. アンドルー・ロイド・ウェバー／オペラ座の怪人
  - 作曲：アンドリュー・ロイド・ウェバー
  - 映画「オペラ座の怪人」 オリジナル・サウンドトラックより
2. ヨーヨー・マ　ザ・シルクロード・アンサンブル／モヒーニー（魅惑）
  - 編曲：リョーヴァ
  - NHKスペシャル「新シルクロード」 オープニング・テーマ曲
3. 宮本文昭／風笛 (cool wind mix)
  - 作曲：大島ミチル
  - NHK連続テレビ小説「あすか」 テーマ曲 remix
4. 葉加瀬太郎／サンシャイン・シャワー
  - 作曲：葉加瀬太郎・鳥山雄司
  - テレビ朝日系「ポカポカ地球家族」 オープニングテーマ
5. 小松亮太／夢幻鉄道
  - 作曲：小松亮太
6. ジョシュア・ベル／ラヴェンダーの咲く庭で
  - 作曲：ナイジェル・ヘス
  - 映画「ラヴェンダーの咲く庭で」 オリジナル・サウンドトラックより
7. ユリア[2]／イントゥ・ザ・ウェスト
  - 作詞・作曲：H.ショア/F.ウォルシュ/A.レノックス
  - 映画「ロード・オブ・ザ・リング」 テーマ曲カバー
8. 松本俊明／Two As One
  - 作曲：松本俊明
9. 木村大 & アンドリュー・ヨーク／カリフォルニアの風
  - 作曲：アンドリュー・ヨーク
10. 松谷卓／いま、会いにゆきます組曲／森
  - 作曲：松谷卓
  - 映画「いま、会いにゆきます」 オリジナル・サウンドトラックより
11. NAOTO／Sanctuary
  - 作曲：NAOTO
  - ふじっ子煮金ラベル CM曲
12. ジェイク・シマブクロ／With U Always
  - 作曲：ジェイク・シマブクロ
  - ハワイ州観光局 2005 TV-CF曲
13. 鼓童／弾 HAZUMI
  - 作曲：鼓童・野崎良太
  - HONDA「Fit」 CM曲
14. カルロス・ヌニェス／カブリエルのオーボエ~"ミッション"より
  - 作曲：エンニオ・モリコーネ
  - 映画「ミッション」 サウンドトラックカバー
15. ケイコ・リー／スタンド・バイ・ミー
  - 作詞・作曲：ベン・E・キング/ジェリー・リーバー/マイク・ストーラー
  - NTTグループ 企業CMソング
  - NTT西日本 企業CMソング
16. 松下奈緒／恋におちたら image Version
  - 作曲：坂詰美紗子　編曲：羽毛田丈史
  - フジテレビ系ドラマ「恋におちたら〜僕の成功の秘密〜」 主題歌カバー
17. ハジ performed by 古川展生／J.S.バッハ:無伴奏チェロ組曲第5番 第1曲プレリュード
  - 作曲：ヨハン・ゼバスティアン・バッハ
  - MBS/TBS系アニメ「BLOOD+」 キャラクター チェロ奏者ハジの弾く曲
18. 丸山和範／地平線の祈り
  - 作曲：丸山和範
  - NHKスペシャル「21世紀の潮流・アフリカ ゼロ年」 スペシャル・ヴァージョン